# Ferreras de Abajo (kommunhuvudort)
Ferreras de Abajo är en kommunhuvudort i Spanien.   Den ligger i provinsen Provincia de Zamora och regionen Kastilien och Leon, i den nordvästra delen av landet, 260 km nordväst om huvudstaden Madrid. Ferreras de Abajo ligger 823 meter över havet och antalet invånare är 618.
Terrängen runt Ferreras de Abajo är kuperad åt sydväst, men åt nordost är den platt. Runt Ferreras de Abajo är det mycket glesbefolkat, med 7 invånare per kvadratkilometer. Närmaste större samhälle är Ríofrío de Aliste, 12,0 km sydväst om Ferreras de Abajo. I omgivningarna runt Ferreras de Abajo växer i huvudsak barrskog.